# Edrabius uruguayensis
Edrabius uruguayensis é um escaravelho descoberto em 2020 no Uruguai, no departamento de Rio Negro; os escaravelhos do género Edrabius tendem a viver nos ninhos e na pelagem de mamíferos, alimentando-se dos seus parasitas externos, vivendo o E. uruguayensis na pelagem do roedor subterrâneo tuco-tuco de Río Negro (Ctenomys rionegrensis)

## Descrição
Os E. uruguayensis medem entre 5,4 e 6.5 milimetros, e têm uma cor castanha-avermelhada.